# Spellenstein

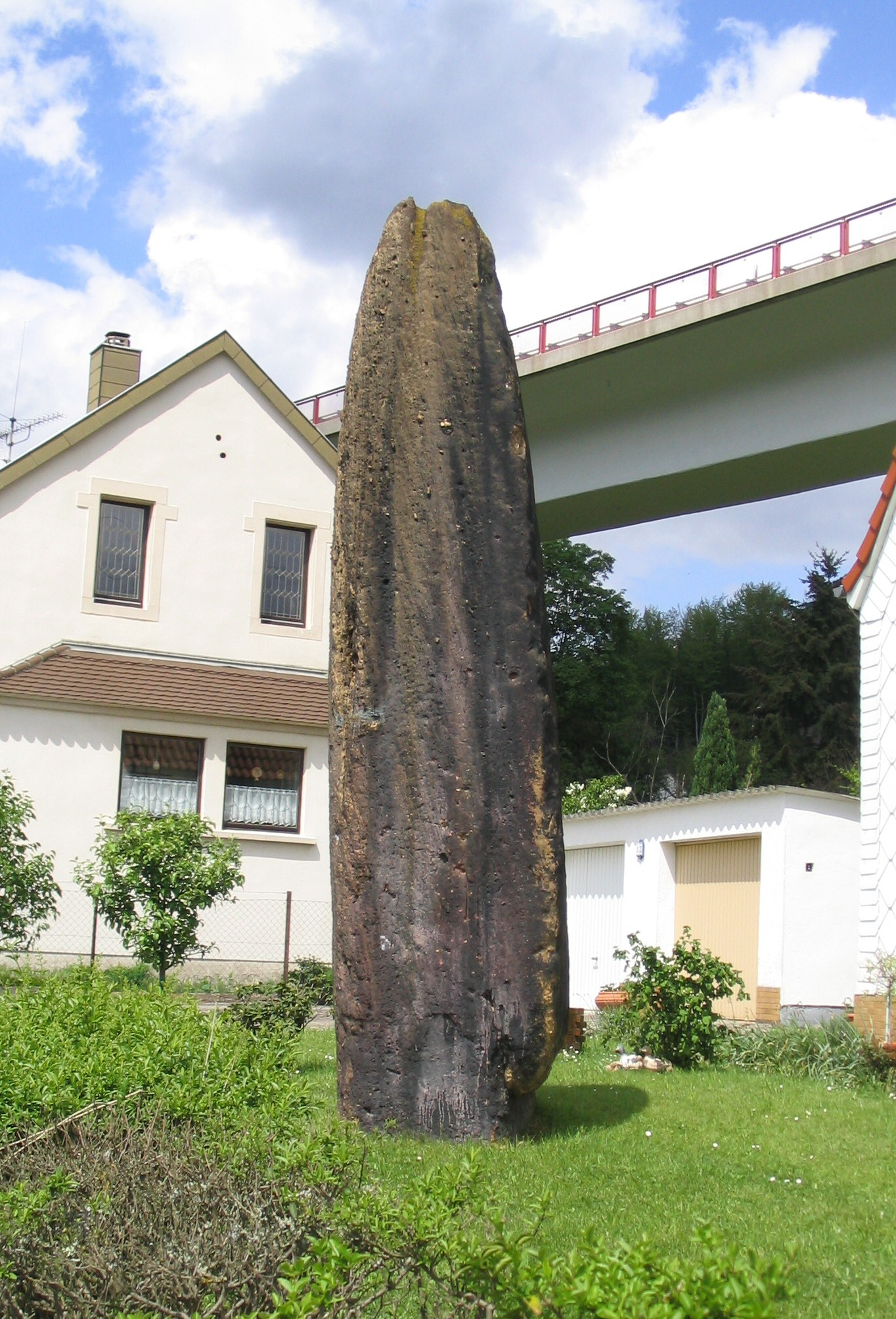
Der Spellenstein

Der Spellenstein (historisch: Spillenstein und Krimhildespill, im 16. bis 18. Jahrhundert auch Grimolde Pfeil genannt) ist ein Menhir in Rentrisch, einem Stadtteil der Mittelstadt St. Ingbert im Saarland.
Er stammt aus der ausgehenden Jungsteinzeit. Allgemein wird davon ausgegangen, dass der Spellenstein um 1800 v. Chr. aufgestellt wurde. Bei einem Gewicht von 15 bis 20 Tonnen beträgt seine Höhe über Grund 5,05 m, in den Boden reicht er etwa 1,5 m. Der Fuß des Menhirs wurde 1894 ausgegraben. Unter dem Spellenstein liegt eine Flasche, die ein Dokument der Stadt St. Ingbert enthält, das von den Mitarbeitern der Ausgrabung des Spellensteins im Jahr 1935 unterschrieben worden ist.
Es ist noch relativ deutlich zu erkennen, dass der Spellenstein ursprünglich eine sich nach oben verjüngende, vierkantige Steinspindel darstellte. Gefertigt wurde er aus härtestem Sandstein, vermutlich mit Hilfe harter Quarzwerkzeuge. Das Material stammt mutmaßlich vom Dudweiler Pfaffenkopf. Welchem Zweck der Spellenstein genau diente, liegt im Dunkeln. Jedoch stellt die Sage ihn in einen Zusammenhang mit dem 1300 m Luftlinie entfernten Stiefelfelsen, dessen „Stiefelspitze“ in Richtung des Spellensteins zeigt.
Im ausgehenden Mittelalter und der frühen Neuzeit markierte er eine Grenze des Geleitrechts auf der alten Geleitstraße, der späteren Kaiserstraße. Der Geograph Tilemann Stella zeichnete ihn in seiner Landesaufnahme 1564 mit einer besonders hohen Grenzsteinsignatur auf dem Rennfelt als Pirmansstein ein. Bereits um 1900 erreichte die Ortsbebauung den Menhir, so dass er heute in einem Vorgarten steht.
Dem Spellenstein ähnlich ist der Gollenstein bei Blieskastel.